# Çatal Höyük
Çatal Höyük, ou Çatalhöyük (anciennement Çatal Hüyük), est un site archéologique de Turquie. Situé en Anatolie centrale, dans la plaine de Konya, sur les bords de la rivière Çarşamba, c'est l'un des plus grands sites du Néolithique du Proche-Orient. Fondé à la fin du VIIIe millénaire av. J.-C., il atteint son extension maximale entre le milieu du VIIe et le début du VIe millénaire av. J.-C. et couvre une superficie d'environ 13 ha. Sa population est alors estimée à plusieurs milliers de personnes.

## Historique des fouilles

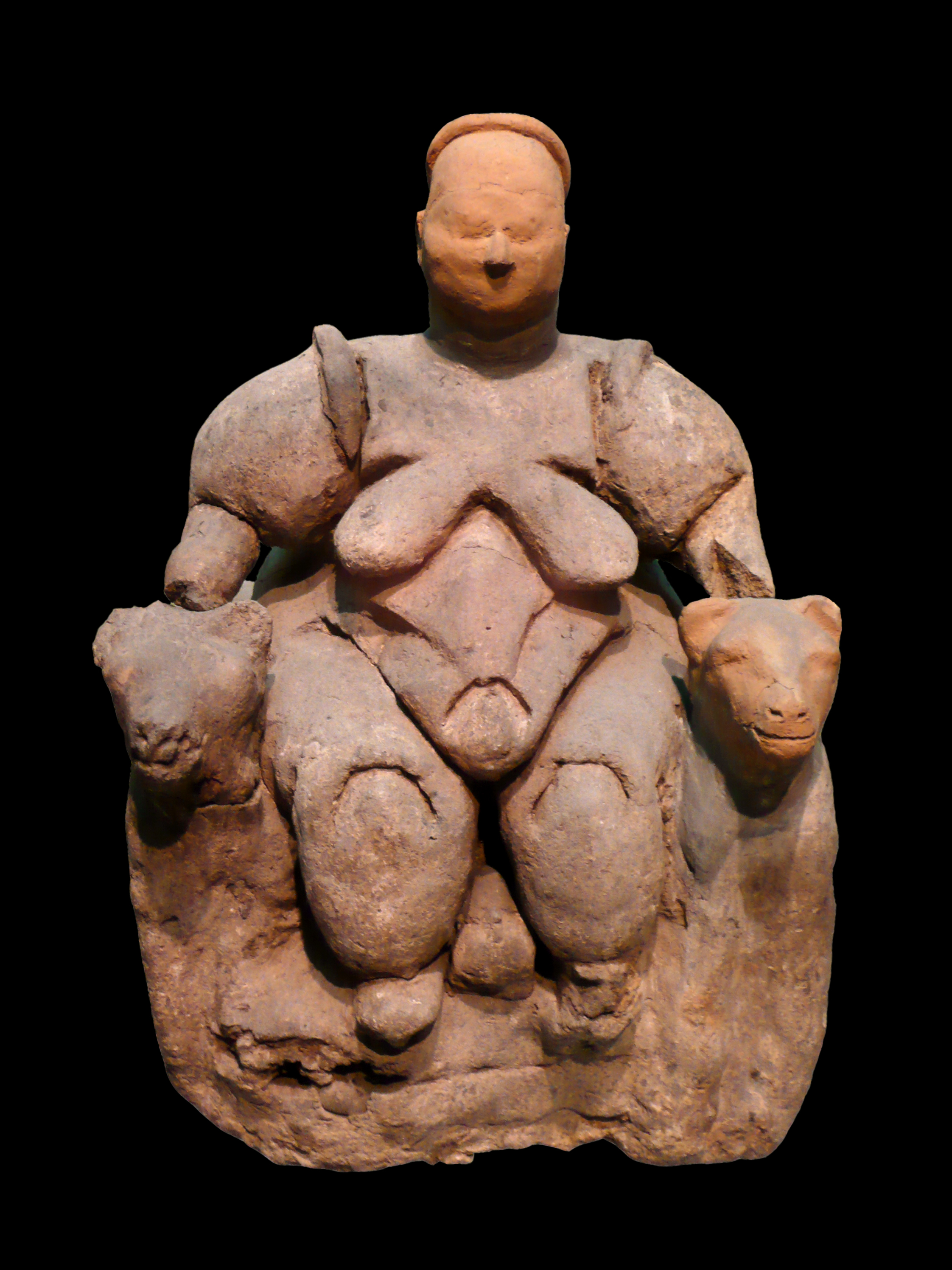
Figurine dite de la « Dame aux fauves » (ou « Dame de Çatal Hüyük »).

L'historique des fouilles se résume à quatre grandes périodes.

### Première période, 1951: la découverte
En 1951, une équipe d'archéologues, composée de David French, Alan Hall et James Mellaart, découvre le site de Çatal Höyük. Avec l'aide de sa femme Arlette, James Mellaart commence à programmer la campagne de fouilles qui ne commencera que dix ans plus tard.

### Deuxième période, 1961-1965: les premières fouilles
La fouille commence en 1961 sous la direction de James Mellaart. Ce dernier cherche à démontrer la présence de villages néolithiques sédentaires en dehors du croissant fertile. Cette année-là, 40 maisons, de la céramique et des murs peints ainsi que de nombreuses figurines furent découverts en seulement 39 jours de fouilles. À partir de cette date et jusqu’en 1965, l’équipe poursuivra les travaux chaque été.

### Troisième période, 1966-1992: suspension des fouilles
Après la dernière année de fouilles de Mellaart en 1965, le site fut laissé en sommeil pendant une trentaine d'années.

### Quatrième période, 1993: la reprise des fouilles
L'étude du site est reprise en 1993 par Ian Hodder, un étudiant de James Mellaart à l'Université de Londres. À la fin des années 1990, Jonathan Last et Catriona Gibson initient également un programme de recherche. En 2006, deux nouvelles équipes conduites respectivement par Peter Biehl et Burçin Erdoğu sont ouvertes sur le West Mound. Exposées à des conditions climatiques rigoureuses, deux abris sont construits au-dessus des zones de fouilles afin de les protéger ; la zone Sud construite entre 2002-2003 et la zone Nord construite entre 2007 et 2008.

## Chronologie
De très nombreuses datations carbone 14 permettent de préciser la chronologie de l'occupation du site.
Le tell Est est occupé à partir de 7560 av. J.-C. jusque vers 6000 av. J.-C.
Le tell Ouest est occupé au moins à partir de 6000 av. J.-C. jusque vers 4340 av. J.-C.
L'occupation du site couvre donc la fin de la phase II, la phase III et la phase IV de l'Early Central Anatolia, c'est-à-dire la chronologie adoptée pour décrire la fin de la Préhistoire en Anatolie centrale.
Plusieurs grandes phases d'occupation ont été identifiées, notamment dans les fouilles du secteur sud du tell Est :
- avant la phase XII, phases XII et XI : 7560-6940 av. J.-C.
- phases X à VIA : 6940-6400 av. J.-C.
- phases V à III : 6400-5480 av. J.-C.
- phases II à 0, début du tell Ouest : autour de 6000 av. J.-C.
- tell Ouest : 5480-4340 av. J.-C.

## Environnement
Çatal Höyük se situe dans la plaine de Konya au sud du plateau anatolien, caractérisé par un paysage très plat et quasiment dépourvu d'arbres mais intensément cultivé. Les principales montagnes visibles du site et situées à 40 km au sud et à l'est sont le Karadağ, le Karaca Dağ et le mont Hasan. Il y a 25 000 ans, la plaine de Konya était un lac qui s'est asséché et scindé en petits lacs entre 13000 et 11500 av. J.-C. Malgré leur présence, la plaine demeurait froide, sèche et inhospitalière. Autour de 9500 av. J.-C., le climat s'est progressivement réchauffé et est devenu plus humide. Ces conditions, très favorables au développement de l'agriculture, se sont maintenues avec quelques variations jusqu'à l'époque actuelle.
Le peuplement de la région à la fin de la Préhistoire est connu grâce à différentes campagnes de prospections. La phase néolithique précédant le développement de la céramique, avant 7000 av. J.-C., est documentée par sept sites, dont Boncuklu (de), un tell qui précède Çatal Höyük et qui en est distant de seulement sept kilomètres. Il présente d'ailleurs de nombreuses caractéristiques et symboliques qui se retrouveront par la suite dans ce dernier. Seulement deux sites sont attribués à la phase néolithique postérieure à l'invention de la céramique, entre 7000 et 6000 av. J.-C., alors qu'il s'agit de la phase principale de développement de Çatal Höyük. En outre, un de ces sites, Pınarbaşı, est un abri sous roche occupé sans doute de manière temporaire peut-être par des pasteurs et des pêcheurs venus de Çatal Höyük. On suppose donc que ce village est issu de l'agglutination rapide de différentes communautés vivant dans la plaine, ce qui explique le vide relatif de cette dernière. Un argument qui appuie cette hypothèse est l'évolution de la démographie durant le Chalcolithique, à partir de 6000 av. J.-C. : alors que le site connaît un déclin de sa population, on compte 20 autres villages dans la plaine, ce qui indique une plus grande dispersion de la population.

## Architecture et organisation du site

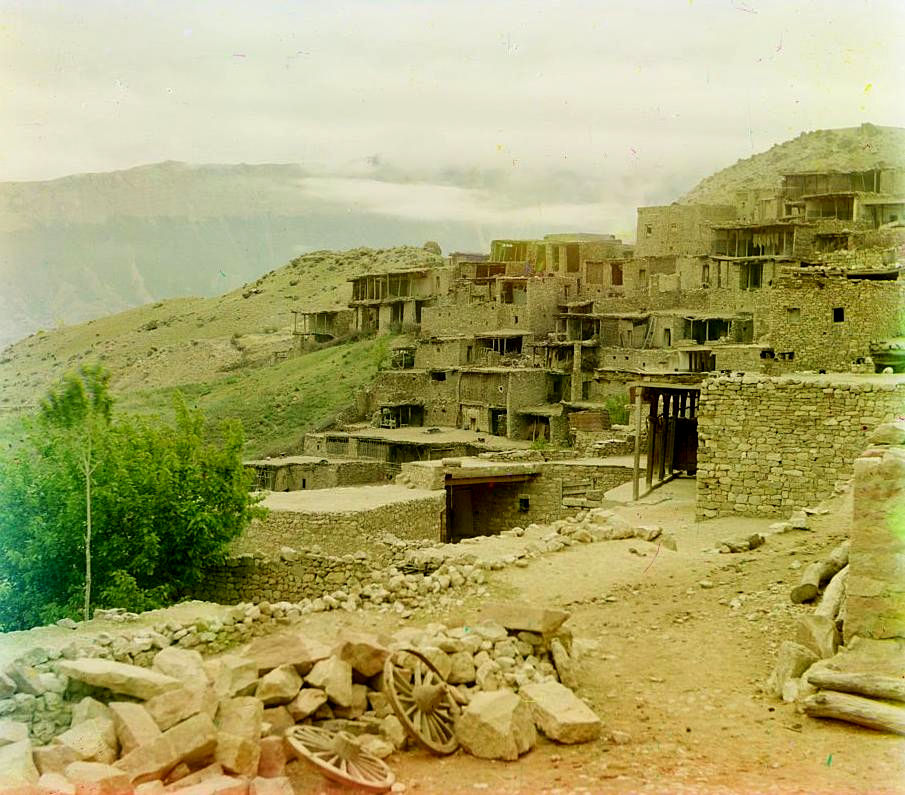
L'aoul traditionnel de Shamil (Daghestan) donne une idée approximative de l'aspect du village ancien de Çatal Höyük.

### Le village

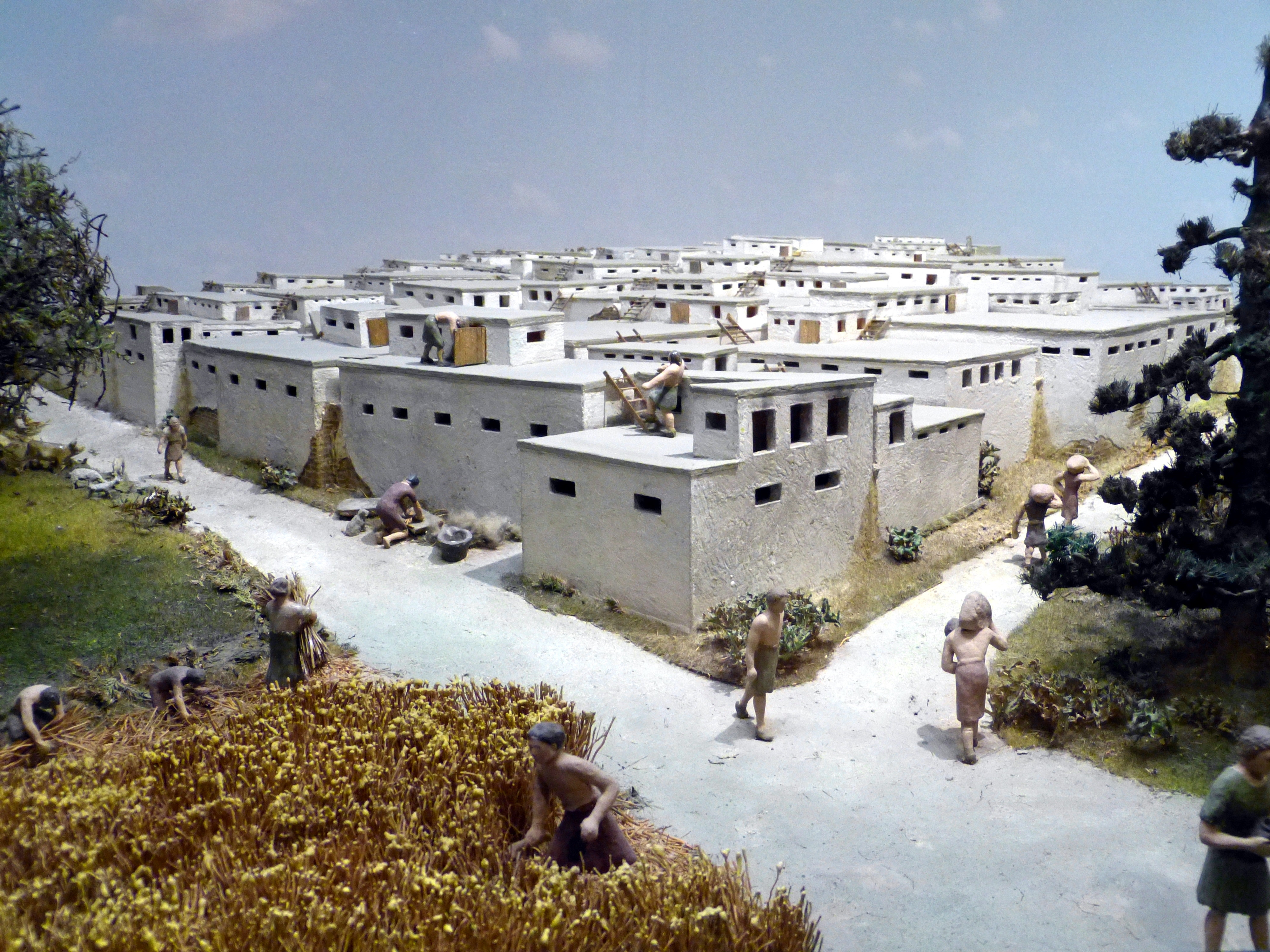
Maquette du site de Çatal Höyük,
Musée de Préhistoire de Thuringe

Le toponyme Çatal Höyük (prononcer tchatal heuyuk) signifie « colline de la fourche(tte) » en turc. Le village se développe sur deux tells séparés par une rivière. Depuis la Préhistoire, on estime que les couches archéologiques se sont érodées sur deux mètres environ, alors que dans le même temps le niveau de la plaine s'est élevé en raison de l'alluvionnement.
Le tell Est culmine à 21 m de haut par rapport au sol néolithique et 18 m par rapport au niveau de la plaine actuelle. Il est constitué de trois buttes distinctes mais liées entre elles. Il est occupé principalement entre 7200 et 6400 av. J.-C. Quelques fourneaux de l'Âge du Bronze, des sépultures et des fosses à déchets de l'Antiquité romaine ou byzantine et du début de l'époque Seldjoukide témoignent d'une fréquentation plus récente mais qui demeure limitée. Depuis les années 1950 et la découverte du site, 166 maisons ont été fouillées dans cette partie (soit 5 % de la surface), dont 18 ont été étudiées avec les méthodes les plus modernes. Les maisons sont collées les unes aux autres et forment des groupes plus ou moins importants, il n'y a pas de rues, à l'exception de quelques rares allées, et l'accès se faisait par les toits. Les seuls espaces dégagés sont des fosses à déchet. Les activités quotidiennes se déroulaient donc essentiellement dans les maisons et sur les toits.
Le tell Ouest mesure 6 m de haut et couvre une superficie de 8,5 ha. Il est occupé essentiellement durant le Chalcolithique, entre 6000 et 5500 av. J.-C. Il témoigne donc d'un déplacement du site après une très courte phase durant laquelle les deux tells ont été occupés concomitamment. Les seules preuves de fréquentation plus récentes sont des sépultures romaines et byzantines. Seules 9 maisons ont été fouillées dans cette partie du site. La structure du village a peu évolué. Toutefois, les maisons avaient désormais deux niveaux.
Les dimensions du site sont remarquables pour cette période. Durant les phases d'occupation les plus denses (Phase VII et VI), on estime que la population était de 3 500 à 8 000 personnes et que le village s'étendait sur 13,5 ha. Malgré sa taille, à aucun moment le site ne semble avoir été structuré autour d'un plan prédéfini.

### Les habitations d'un village

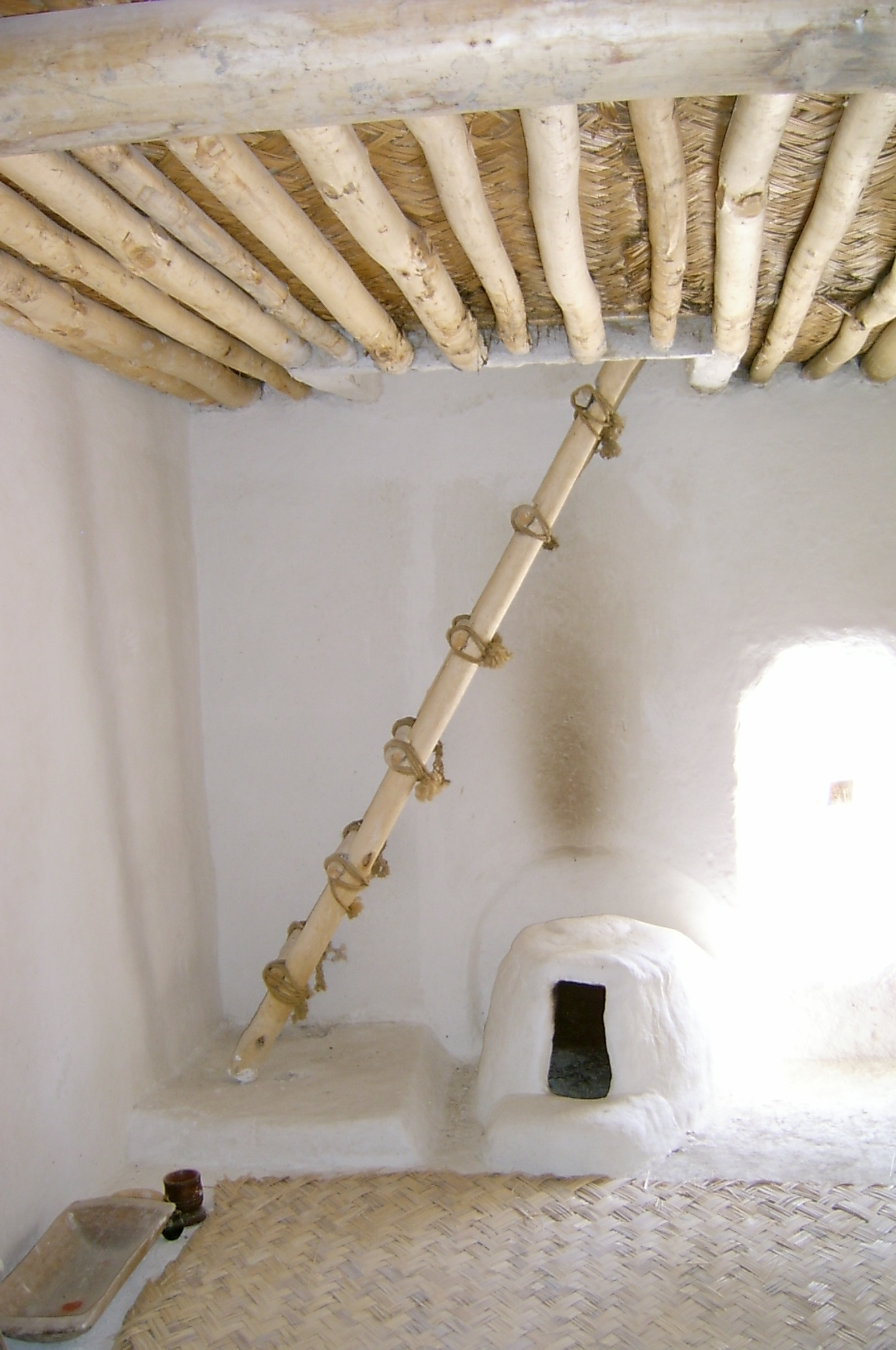
Une habitation typique reconstituée

Les maisons sont constituées de briques de terre crue. Ces briques sont de très grandes dimensions dans les phases les plus anciennes puisque certaines atteignent 1,5 m de long. Elles diminuent progressivement de taille au cours des siècles. Au début de l'occupation, les maisons sont non seulement accolées les unes aux autres mais partagent les mêmes murs. Rapidement, bien qu'elles soient toujours accolées les unes aux autres, chaque maison possède ses quatre murs.
En raison de l'absence de rues, les habitations sont seulement accessibles par une ouverture pratiquée dans le toit et par des échelles en bois aboutissant au « coin cuisine ». Elles comprennent généralement une pièce commune carrée de 20 à 25 m2 et des pièces annexes au moins en partie réservées au stockage et à la préparation de la nourriture. Des petites fosses creusées dans le sol servaient de structures de stockage, par exemple pour des éléments d'obsidienne ou des boules d'argile.
La pièce principale dispose de bancs et de plates-formes pour s'asseoir et dormir, d'un foyer rectangulaire surélevé et d'un four à pain voûté situés généralement près du mur sud, c'est-à-dire sous l'ouverture d'accès au toit. L'architecture est renforcée par des piliers de bois intégrés aux murs. Les toits étaient constitués d'une armature de chêne et de genévrier recouverte d'argile et de roseaux.
Ces maisons ont évolué dans le temps, par exemple les murs plâtrés blancs ont été entretenus au moins une fois par an, des structures de stockage ont été modifiées ou ajoutées. Outre la présence d'un enduit blanc, les murs des maisons étaient parfois peints.
Chaque maison était occupée durant environ quatre-vingts ans. Ensuite, la maison était vidée de son mobilier, les sols soigneusement nettoyés et les différentes structures soigneusement démantelées. Le four était parfois détruit, parfois soigneusement comblé. Ensuite, l'armature en bois de la maison était retirée, puis les murs étaient progressivement démolis, les briques broyées servant à combler l'espace vide. Lorsque le comblement de la maison était complet, une nouvelle maison était construite, généralement sur le même plan que la précédente. Dans certains cas, six phases de reconstruction successives au même endroit ont été observées et parfois le sol des maisons a été creusé pour récupérer des bucranes dans une maison précédente.
Le plan des maisons et les modalités de construction sont relativement homogènes au cours du temps, on trouve ainsi des sols peints tout au long de l'occupation. Toutefois des évolutions importantes sont perceptibles sur le tell Ouest. Dans cette partie du site, le fait que les maisons possédaient un étage explique la présence de contreforts. Progressivement, les maisons y deviennent de plus en plus indépendantes. Elles sont également plus grandes, plus complexes et sont constituées de petites pièces entourant une grande pièce dans laquelle se trouve un foyer central.

### Les «sanctuaires»

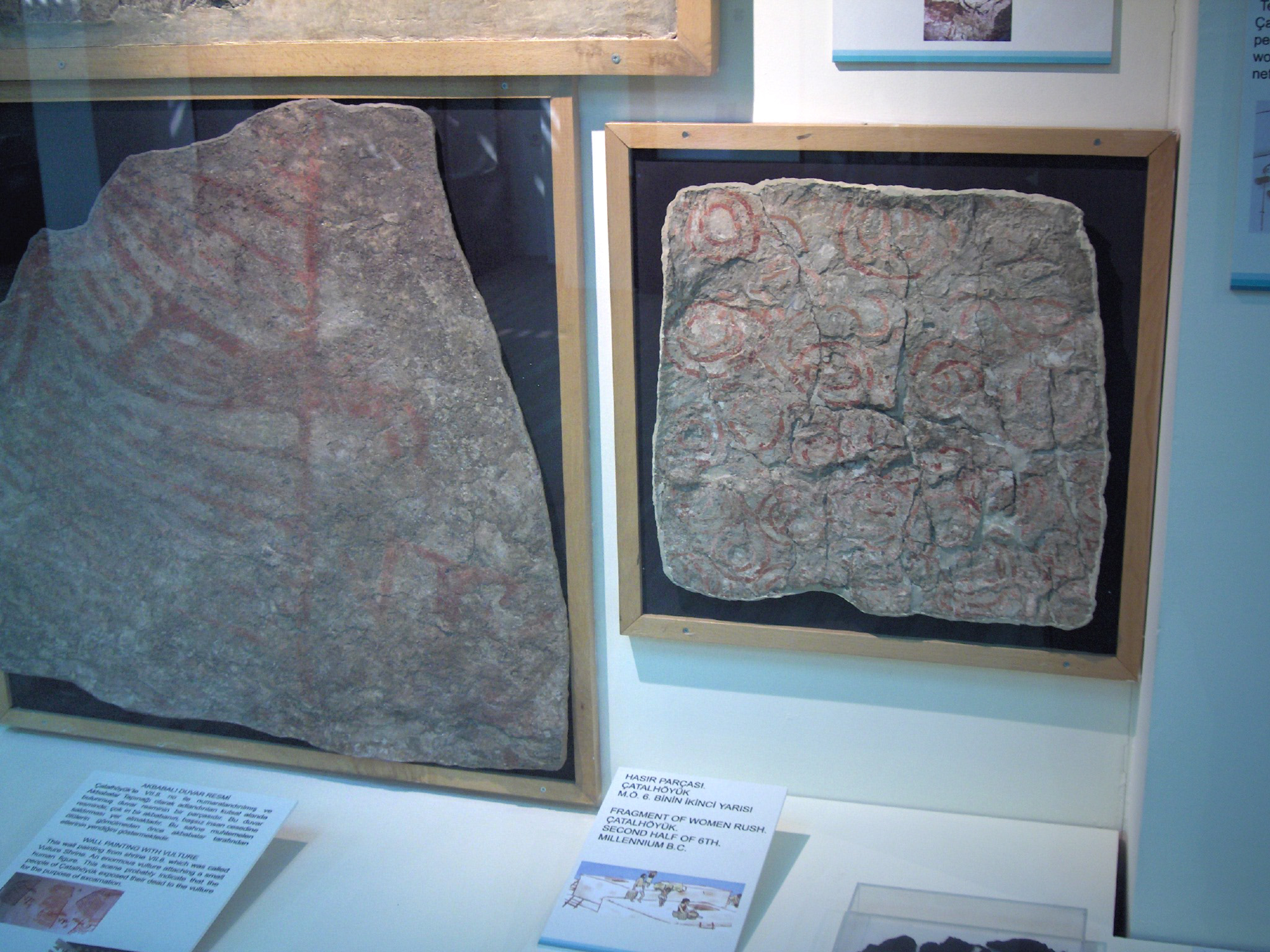
Exemple de peintures murales
(Musée des civilisations anatoliennes, Ankara)

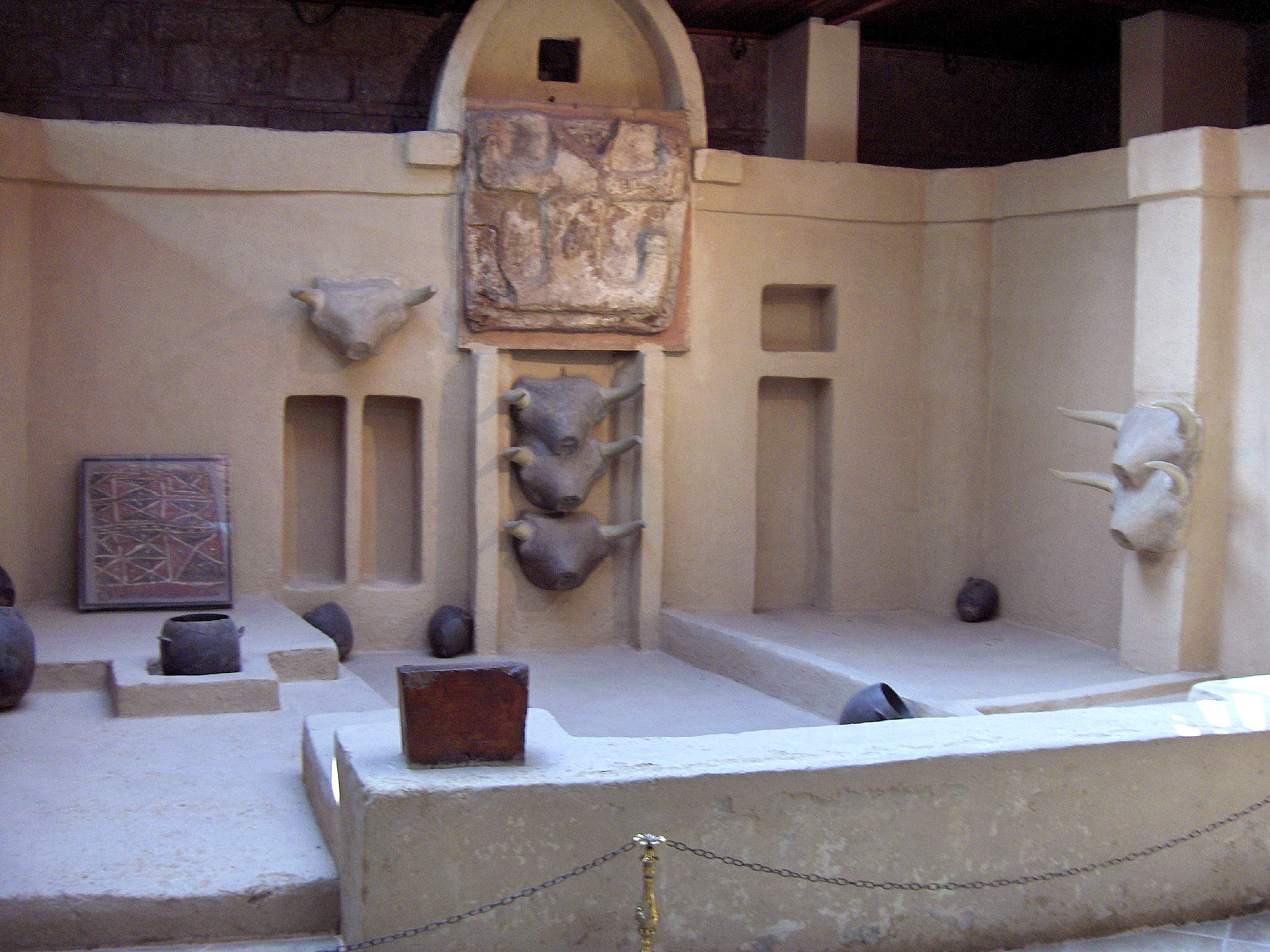
Reconstitution du « sanctuaire » du niveau VI
(Musée des civilisations anatoliennes, Ankara)

Parmi les dizaines de structures mises au jour dans le tell Est, près la moitié se caractérise par des décors architecturaux et des peintures. Pendant longtemps, elles ont été interprétées comme des sanctuaires supposés liés à des pratiques cultuelles et funéraires. Cependant, malgré le nettoyage soigneux dont ils ont fait l'objet, les sols conservaient encore des microrésidus dont l'analyse indique que les activités pratiquées dans ces lieux étaient identiques à celles pratiquées dans les autres maisons (préparation de la nourriture, activités artisanales, etc.),.
Les décors architecturaux sont en majorité des bucranes. Plusieurs dizaines sont recensés. La plupart sont constitués de véritables cornes d'aurochs, d'autres paires de cornes sont reconstituées en terre. Ils sont souvent regroupés, soit sur les murs, soit sur des banquettes.
Des reliefs modelés sur les murs forment des mamelons, plus rarement des figures entières, notamment des quadrupèdes aux pattes écartées : ces derniers ont été interprétés par J.-D. Forest comme des femmes qui accouchent des bucranes situés dessous.
D'autres reliefs se répètent dans différentes maisons, notamment le motif des léopards "affrontés", c'est-à-dire représentés de profil et face à face. On retrouve de telles représentations dans quatre bâtiments distincts dans les phases VIII à VI.
Des mâchoires de sanglier et des becs de vautour et plus rarement d'autres parties d'autres animaux ont parfois été intégrés dans des reliefs dans les murs.
Certains reliefs sont rehaussés de peintures. Ces peintures sont essentiellement rouges et noires. Les représentations géométriques sont abondantes et certains motifs - avec des variations - se répètent, par exemple les croix et les losanges. Selon J.-D. Forest, les premiers seraient des symboles féminins et les seconds des symboles masculins.
Les motifs de mains peintes en rouge ne sont pas rares.
Parmi ces peintures, certaines scènes se répètent entre différentes maisons. On trouve par exemple des représentations de vautours autour de corps humains sans tête. On trouve également des groupes d'hommes et une ou deux femmes stéatopyges autour d'animaux de très grande taille. Il s'agit essentiellement de cerfs, de taureaux sauvages, de sangliers, on trouve également un ours mais aucun léopard. Les hommes semblent harceler ces animaux en leur tirant la queue et/ou la langue, dans certains cas un lasso semble avoir été lancé autour du cou de l'animal. Beaucoup de ces animaux sont en érection. Les hommes portent des barbes, et une sorte de pagne tacheté interprété comme une peau de léopard, certains sont armés d'arcs et de flèche.
Un même thème n'est pas répété plus de trois fois lors des phases de reconstruction. Des chèvres n'ont été figurées que dans un seul bâtiment alors que les cerfs et les vautours apparaissent dans trois maisons distinctes.
Dans le tell Ouest, jusqu'à présent aucune peinture murale ni relief n'ont été découverts. On observe, en outre que le plâtrage était moins épais et donc que le soin apporté aux murs était moindre.

## Les objets découverts dans le site

### L'outillage en  roche taillée
Les habitants de Çatal Höyük utilisaient essentiellement l'obsidienne pour la réalisation de leur outillage. Cette matière première est de provenance lointaine. Les analyses ont montré qu'elle provient essentiellement de la Cappadoce, plus précisément des coulées du Göllüdağ et du Nenezi Dağ à environ 190 km du site et donc de 10 à 13 jours de marche. Quelques éléments proviennent de gisements d'Anatolie orientale, à près de 800 km du site. Les modalités d'approvisionnement du site sont encore mal connues. Chaque maisonnée avait à sa disposition des gros éclats qui étaient déposés près du foyer et qui étaient utilisés pour la réalisation de l'outillage.
Cette matière première était débitée sous différentes formes. L'utilisation de la pression pour la réalisation de petites lames apparaît au cours de la phase VIa, autour de 6500-6250 av. J.-C..
L'outillage se caractérise par la présence au début de l'occupation de petits géométriques dans la tradition épipaléolithique. On trouve également de nombreuses pointes retouchées sur les deux faces.
L'obsidienne est exceptionnellement utilisée pour la réalisation de petits miroirs. Certains ayant été déposés dans des tombes, on suppose qu'ils avaient un rôle symbolique.
Le silex ne représente que de 1,3 à 7 % des matières premières utilisées selon les phases. Ses origines sont inconnues, plusieurs provenances distinctes sont possibles. Cette matière était utilisée pour la réalisation de petites lames débitées par pression, des pointes de projectile, des outils sur éclats (réalisés sur place). De très rares grandes lames de grande qualité technique ont été soigneusement retouchées et emmanchées sous la forme de poignards.

### La poterie
Dans les premiers siècles de l'occupation du site, il n'y a aucune poterie. Elle apparaît brutalement autour de 7000 av. J.-C..
À partir du niveau XI et jusqu'au niveau VIII, les pots étaient épais et peu profonds. Ils n'étaient probablement pas utilisés pour la cuisine.
La poterie des niveaux VII et VI est très différente (plus fine, plus sombre) et beaucoup plus fréquente, la composition de la pâte est également différente. L'argile provient de plus loin et suggère des échanges ou des déplacements plus importants.
Une nouvelle évolution est perceptible à partir du niveau VI jusqu'aux niveaux les plus récents : les formes des pots sont différentes et plus variées. Cependant, aucune poterie n'est peinte.
Dans les phases suivantes, dans le tell ouest, la céramique peinte est au contraire très commune et variée. Selon I. Hodder, il y aurait un transfert des thématiques de l'iconographie des peintures et de décors de l'architecture vers la céramique. On retrouve ainsi sur les céramiques des têtes de bovins, des ours les membres écartés, des femmes, des corps sans tête.

### Les ustensiles en bois, en pierre, en vannerie et en argile
De nombreux matériaux étaient travaillés par les habitants du site. Avant l'apparition de la céramique, les récipients en bois étaient sans doute présents même si aucun n'est conservé. Les empreintes visibles dans le sol de certaines maisons témoignent de la réalisation de vanneries. Parmi les matériaux très fragiles, on notera la conservation exceptionnelle de quelques vêtements dans des sépultures. La pierre était employée pour la réalisation de différents types d'objets. Le matériel de mouture (meules, mortiers, pilons) est bien documenté. Les haches polies, les têtes de masse et les galets incisés sont abondants. La plupart sont en roche volcanique, essentiellement du basalte et de l'andésite dont les gisements sont distants d'une quarantaine de kilomètres du site. La pierre était également utilisée dans le tell Ouest pour la réalisation de vases en pierre et de supports de pierre. Les boules d'argiles qui sont fréquentes dans les phases d'occupation ancienne sont interprétées comme des « pierres de cuisson » : elles étaient placées d'abord dans le feu pour les chauffer, puis étaient déposées dans les récipients dans lesquels se trouvaient les ingrédients pour les cuire. L'os travaillé est relativement abondant. Les principaux outils étaient des poinçons. La parure est assez fréquente. Elle est constituée de perles en pierre, en os, en cuivre natif et en argile et provient de l'ensemble du site, quels que soient le niveau et le type de structure considérés. Elle était au moins en partie réalisée dans le site, comme l'indique la présence d'outils (des perçoirs notamment).

### Les sceaux-tampons

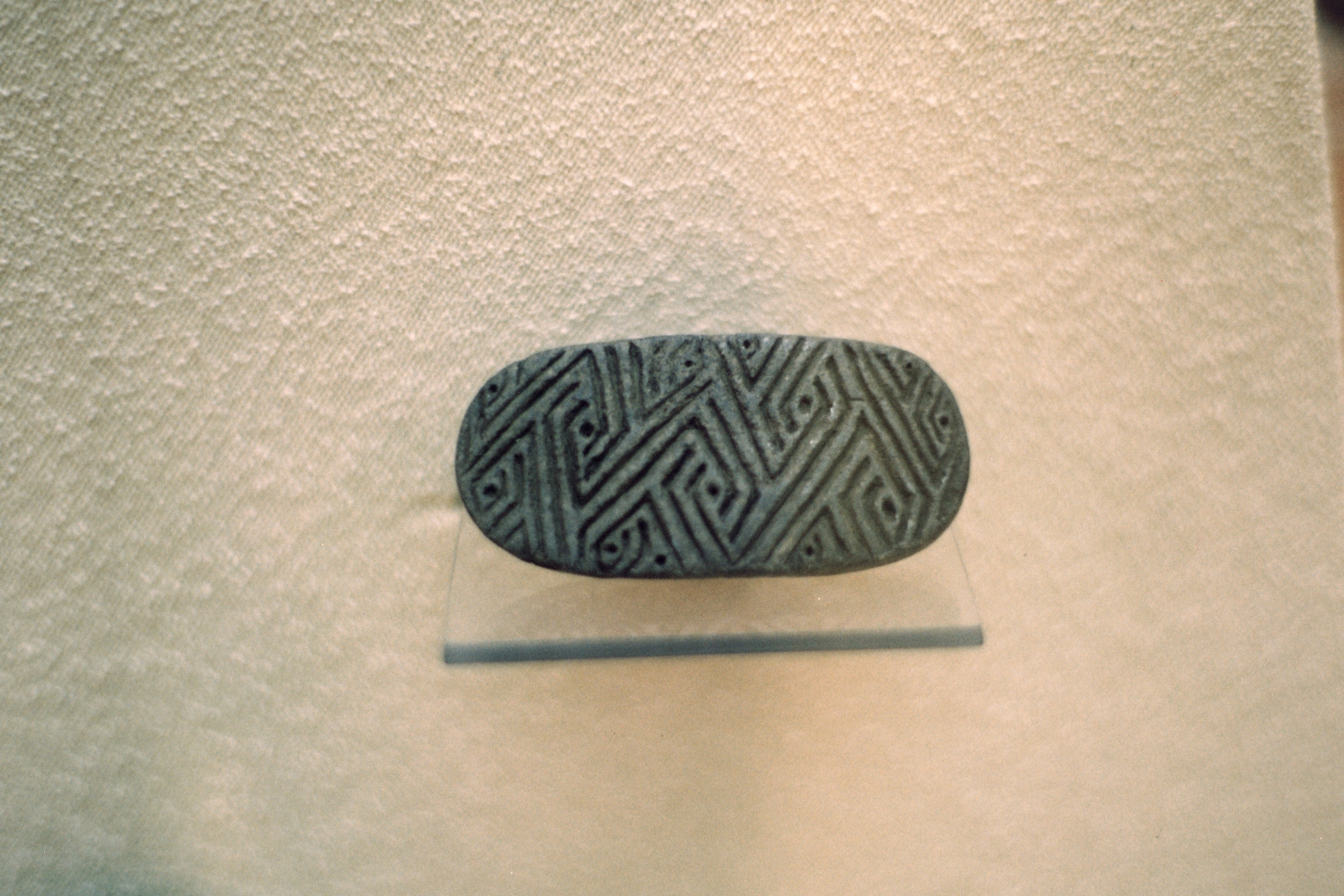
Sceau-tampon de la période de Çatal Höyük, v. 6000-5500 av. J.-C. (Musée des civilisations anatoliennes, Ankara).

Les sceaux-tampons les plus anciens proviennent du niveau VII, les plus récents du niveau II. Ils sont en terre-cuite, ils présentent des formes et des décors très variés mais différents de ceux du Proche-Orient. Ils demeurent relativement rares puisque l'on en compte 48.
Les deux motifs les plus fréquents sont des représentations de mains et de zigzags qui sont présents tout au long de l'occupation et se retrouvent également dans les peintures murales.
La nature de ces objets et leur utilisation demeurent hypothétiques puisque l'on n'a aucune empreinte de ces derniers quel que soit le support considéré : on suppose qu'ils étaient employés pour décorer des textiles ou même la pâte avant la cuisson du pain.
Quatre d'entre eux proviennent de trois tombes, d'autres étaient percés, ce qui suggère qu'ils appartenaient à quelques individus et qu'ils étaient portés, ils constituaient donc des marques de propriété.

### Les figurines
Les figurines sont extrêmement nombreuses dans le site et sont présentes tout au long de l'occupation.
Elles sont réalisées essentiellement en terre-cuite, certaines sont en pierre, une d'entre elles est réalisée dans une concrétion provenant d'une grotte.
La plupart sont petites, ont visiblement été réalisées rapidement, puis ont été rejetées dans les fosses à détritus.
On compte 896 figurines animales qui représentent des bovins, des sangliers, des moutons, des chèvres, des ours et des canidés. Il existe aussi 504 représentations de cornes de bovins.
Il y a environ 1800 figurines anthropomorphes, elles sont plus fréquentes dans les niveaux récents du tell Est. Seulement 40 représentent des femmes, ces dernières sont absentes des phases anciennes et moyennes de l'occupation.
Plusieurs figurines associent des animaux (notamment des félins) et des humains. Ces figurines sont généralement mieux réalisées. On recense trois figurines réalisées en pierre d'hommes à califourchon sur des taureaux. La plus célèbre des figurines est la « Dame aux fauves ». Découverte dans un silo à grain, elle est réalisée en terre-cuite et mesure 13 cm environ. Elle représente une femme assise sur un siège dont les accoudoirs sont des léopards. C'est la plus ancienne représentation connue dans le monde d'un humain dominant clairement des animaux.
Étant donné leur relative hétérogénéité (matériau, qualité de réalisation, etc.), ces figurines ont sans doute eu des fonctions variées, y compris des fonctions non liées à des croyances ou des pratiques religieuses.

## Agriculture, élevage, chasse, cueillette et pêche

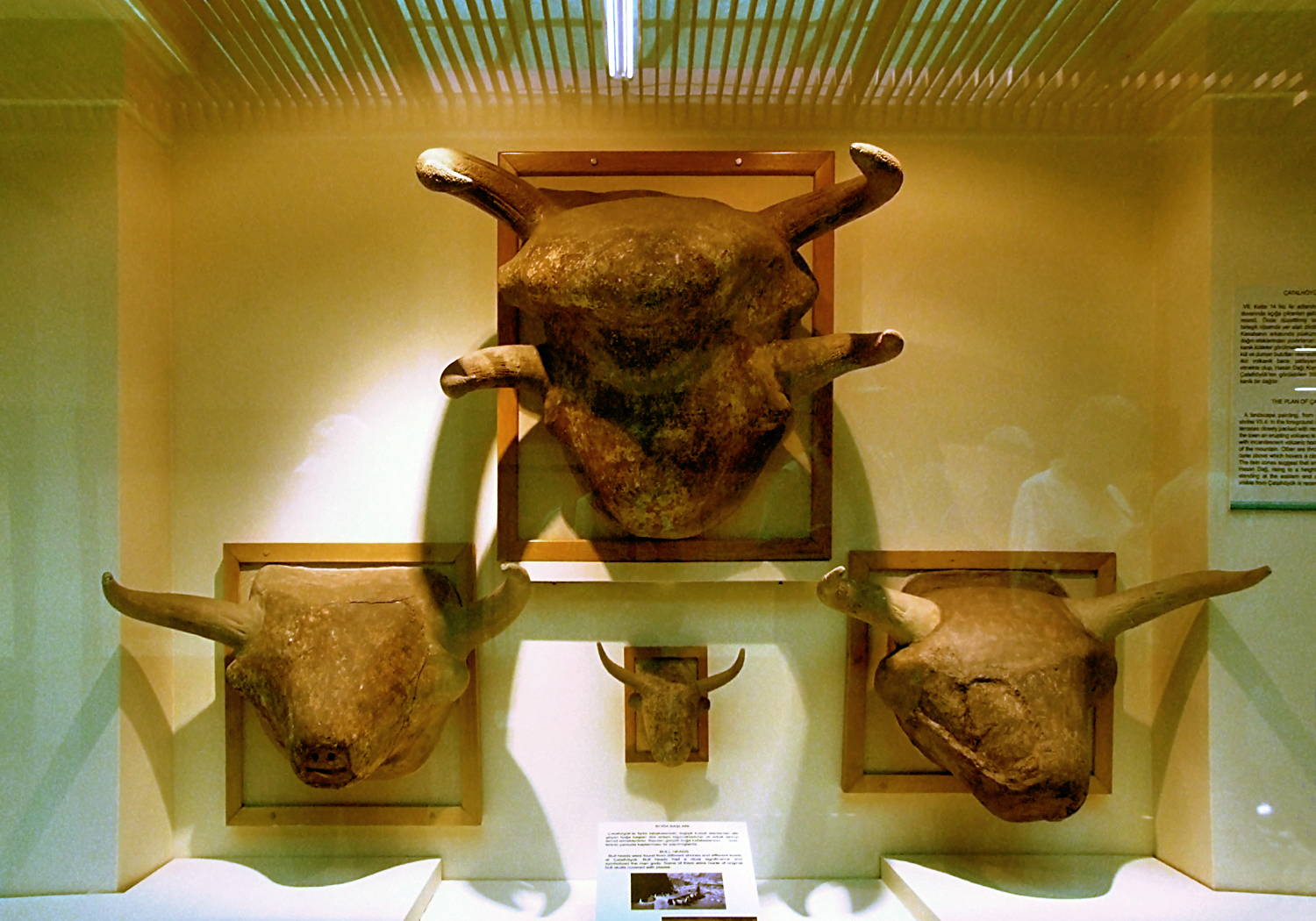
Bucranes constitués pour partie de vraies cornes d'aurochs
(Musée des civilisations anatoliennes, Ankara)

L'économie néolithique est basée sur la culture d'une grande variété de plantes domestiques et l'exploitation de nombreuses plantes sauvages. Dans la campagne environnante, on cultive le blé, l'orge, l'engrain, les fèves, les pois chiches, les lentilles, les vesces ; on y cueille des plantes sauvages, par exemple des pommes, des pistaches, des baies, des amandes et des glands. Alors que la région permet une agriculture sèche, on constate une manipulation d’eau sans doute nécessaire à la culture du lin ou à l’obtention d’un meilleur rendement pour les céréales.
Certaines de ces plantes étaient stockées : notamment les céréales, les pois, les crucifères, et les amandes. Il s'agit donc de plantes à la fois domestiques et sauvages.
Les habitants du site maîtrisaient l'élevage de plusieurs animaux, notamment les moutons et chèvres, les bovins et les porcs domestiques n'apparaissant que dans une phase tardive de l'occupation, pas avant 6200 av. J.-C. pour les bovins,. On retrouve malgré tout les ossements de deux porcs visiblement domestiques durant une phase ancienne de l'occupation, ces derniers ont sans doute été importés.
D'autre part, en se basant sur l'analyse des ossements de bovins, B. S. Arbuckle et ses collègues émettent l'hypothèse d'un croisement
entre des aurochs sauvages et des vaches domestiques pour des raisons rituelles.
La pêche et la chasse (aurochs, cerf, sanglier, onagre) étaient également pratiquées. Des aurochs et des cervidés entiers étaient dépecés dans le site. Les ossements de bovins sauvages (ou aurochs) sont particulièrement fréquents dans les supposés "sanctuaires", notamment à travers les bucranes.
L'analyse des squelettes humains a permis de montrer que la part de la viande d'animaux sauvages dans l'alimentation était insignifiante.
La présence de grandes concentrations de parties d'animaux sauvages dans certaines zones et l'importance de la représentation des animaux sauvages dans les peintures montrent pourtant la grande importance symbolique de ces derniers. Ils étaient peut-être consommés lors de festins collectifs.
Dans les autres contextes, ce sont les moutons domestiques qui dominent.
Les plus anciennes traces d'exploitation de produits laitiers datent autour de 6600 av. J.-C., il s'agit d'abord de lait de chèvre et/ou de mouton.
Enfin, le site est l'un des premiers du Néolithique, avec Çayönü, à avoir livré des indice de la pratique de l'apiculture. Les preuves sont indirectes, une ruche est ainsi représentée sur la paroi d'une maison, mais aussi directes puisque des analyses ont montré la présence de traces de cire d'abeille mélangées à de la graisse animale dans des poteries, ce qui suggère l'utilisation du miel dans l'alimentation.
On notera également la présence de chiens domestiques tout au long de l'occupation, ces animaux ne semblent pas avoir été élevés pour leur viande.
La chasse avait aussi pour objectif de se procurer différents matériaux, notamment des fourrures et des plumes. Les analyses ont montré qu'on ne trouve que les têtes et les pieds des sangliers, des cerfs, des ours et des chats sauvages. Cela signifie que la viande n'a pas été rapportée dans le site, seulement la peau. Au contraire, les corps complets de renards, de loups, et de blaireaux ont été rapportés dans le village. Si on se réfère aux peintures, aux reliefs et même à certaines figurines, le léopard était un animal extrêmement important. Pourtant, malgré des recherches très fines, seul un os sur un million d'ossements d'animaux exhumés lors des fouilles menées depuis 1993 vient d'un léopard. Il s'agit d'une mâchoire percée pour être portée comme pendentif qui provient d'une tombe. I. Hodder émet l'hypothèse de l'existence d'un tabou sur cet animal qui n'aurait pas été rapporté dans le site.
Les os d'oiseaux sont particulièrement fréquents. Environ 80 % d'entre eux proviennent d'oiseaux aquatiques, il s'agit essentiellement d'oies, de canards, d'outardes, de corneilles et de rapaces. On observe une surreprésentation des os des ailes des oiseaux, ce qui indique que les plumes étaient particulièrement utilisées.
La fréquence des coquilles recueillies lors des fouilles suggèrent que les œufs n'étaient pas seulement consommés mais qu'ils étaient utilisés dans l'artisanat, par exemple comme composant des peintures des murs.
À l'image des animaux, les plantes n'avaient pas qu'un rôle alimentaire mais étaient aussi utilisées comme matériau de chauffage, comme matériau utilisé dans l'artisanat et dans l'architecture.
Outre le bois, les habitants du village utilisaient également des déjections animales séchées comme matériau de chauffage.

## Les pratiques funéraires
Plus de 400 sépultures sont connues à ce jour dans le tell Est. Le nombre d'inhumés est cohérent avec l'estimation de la population. Les sépultures étaient placées sous le plancher des maisons. La plupart, sinon tous les habitants, étaient inhumés de cette façon. Il existe cependant des différences entre les maisonnées. On compte ainsi jusqu'à 60 défunts dans une seule maison, d'autres n'en ont livré que deux ou trois, certaines aucun.
Les défunts étaient habituellement inhumés sous le sol des maisons ou dans les banquettes. Les jeunes enfants et les nouveau-nés étaient déposés dans les foyers et dans les fours lorsque ces derniers n'étaient plus utilisés et qu'une nouvelle maison était reconstruite par-dessus la précédente. Les adultes étaient placés sous les banquettes.
Dans de nombreux cas, quelque temps après l'inhumation, le crâne (ou plus rarement une autre partie du corps) était récupéré puis déposé dans des dépôts de fondation ou d'abandon, c'est-à-dire des dépôts de différents objets réalisés avant la construction ou la destruction d'une maison. Le corps de certains nouveau-nés a également été déposé dans de tels contextes. On a découvert la sépulture d'une femme qui tenait dans ses bras un crâne surmodelé. Cette pratique est très rare en Anatolie, mais est plus fréquente dans le Levant. Dans certains cas, des dents prélevées sur des inhumées étaient placées dans les mâchoires d'inhumés plus récents.
À la suite d'autres chercheurs, M. A. Pilloud et ses collègues supposent que certains corps étaient laissés à l'air libre pour que les vautours les décharnent, comme le suggèrent certaines peintures. Les analyses récentes qu'ils ont effectuées n'ont permis ni de confirmer ni d'infirmer cette hypothèse. Toutefois, d'autres chercheurs comme A. Testart voient plutôt dans ces peintures des représentations du corps d'ennemis laissés aux rapaces après le combat car il s'agit de pratiques fréquemment attestées en ethnologie alors que le décharnement par des animaux est, quant à lui, très marginal dans les sociétés traditionnelles actuelles ou récemment disparues.
Dans le tell Ouest, il n'y a aucune sépulture. On suppose que les défunts étaient inhumés dans un cimetière à l'extérieur du village car il s'agit d'une pratique qui se développe très fortement à partir de la fin du VIIe millénaire av. J.-C.
Un certain nombre d'os ont été partiellement peints, exhumés plusieurs fois et réenterrés. Ainsi, les maisons de Çatalhöyük présentent les traces archéologiques d'activités rituelles dont des sépultures intra-muros avec quelques squelettes portant des traces de colorants, et des peintures murales. L'ocre rouge était le plus couramment utilisé à Çatalhöyük, présent sur certains adultes des deux sexes et sur les enfants, le cinabre et le bleu/vert étaient associés respectivement aux hommes et aux femmes. Curieusement, le nombre de sépultures dans un bâtiment semble associé au nombre de couches successives de peintures architecturales. Ceci suggère une association contextuelle entre dépôt funéraire et application de colorants dans l'espace domestique.
De plus, certains individus « sont restés » dans la communauté : leurs éléments squelettiques ont été récupérés et mis en circulation pendant un certain temps, avant d'être à nouveau enterrés. Cette deuxième sépulture d'éléments squelettiques était également accompagnée de peintures murales. Les critères guidant la sélection de ces individus échappent encore à la compréhension des chercheurs,.

## Situation sanitaire et espérance de vie
L'examen de l'ensemble des restes humains du site suggèrent que le taux de natalité était élevé. Malgré la très forte croissance de la population durant le début de l'occupation du site, l'état de santé général ne montre aucune dégradation pouvant suggérer une incapacité à nourrir l'ensemble des habitants du site. L'analyse de la dentition des individus montre que la prévalence des caries intervient surtout chez des personnes relativement âgées aux dents déjà usées. Ce constat est conforme à ce qui est observé dans d'autres sites néolithiques.
Il y a malgré tout des indices montrant la présence de différentes maladies. La plus fréquente chez les adultes est l'ostéopériostite, mais sa prévalence diminue fortement à la fin de l'occupation.

## Organisation sociale et système de croyance
Çatal Höyük est souvent qualifiée de ville. Toutefois, hormis sa population importante, l'agglomération ne présente aucun élément d'urbanisme. Il n'y a pas de plan, les maisons étant accolées les unes aux autres, il n'y a pas de rue, pas de bâtiment communautaires, qu'ils soient politiques ou religieux.
Les archéologues ont au contraire été frappés par l'homogénéité des structures, ce qui fait dire à I. Hodder que l'organisation sociale était très clairement égalitaire et que toute velléité de différenciation et de hiérarchisation ne pouvait pas aboutir,.
Il y a malgré tout des preuves de banquets organisés par environ une maisonnée sur deux et des preuves d'échanges d'objets de prestige, mais ces manifestations de pouvoir et d'inégalité ne semblaient pas dépasser la sphère domestique.
Les pratiques religieuses des habitants du site sont également très discutées. L'hypothèse d'un culte de la « déesse mère » longtemps avancé est peu crédible. Comme le note I. Hodder, les représentations féminines sont rares dans le site et ne sont pas spécialement mises en valeur.

## L'inscription au patrimoine mondial (UNESCO)
L'inscription du site de Çatal Höyük sur la liste du patrimoine mondial par le Comité intergouvernemental réuni sous l'égide de l'UNESCO en 2012 était motivée par différents éléments. Avant sa fouille par James Mellaart, il y avait très peu de preuves de la présence des premiers agriculteurs en dehors du Croissant fertile et le plateau anatolien était supposé inoccupé. Malgré le développement des recherches sur cette période dans tout le Proche-Orient, Çatal Höyük demeure remarquable par ses dimensions. Le site se distingue surtout par ses productions artistiques, notamment les peintures et les reliefs peints qui sont exceptionnellement bien conservés. Il s'agit du seul site du Néolithique inscrit au patrimoine mondial pour tout le Proche-Orient.